# Parc de comté

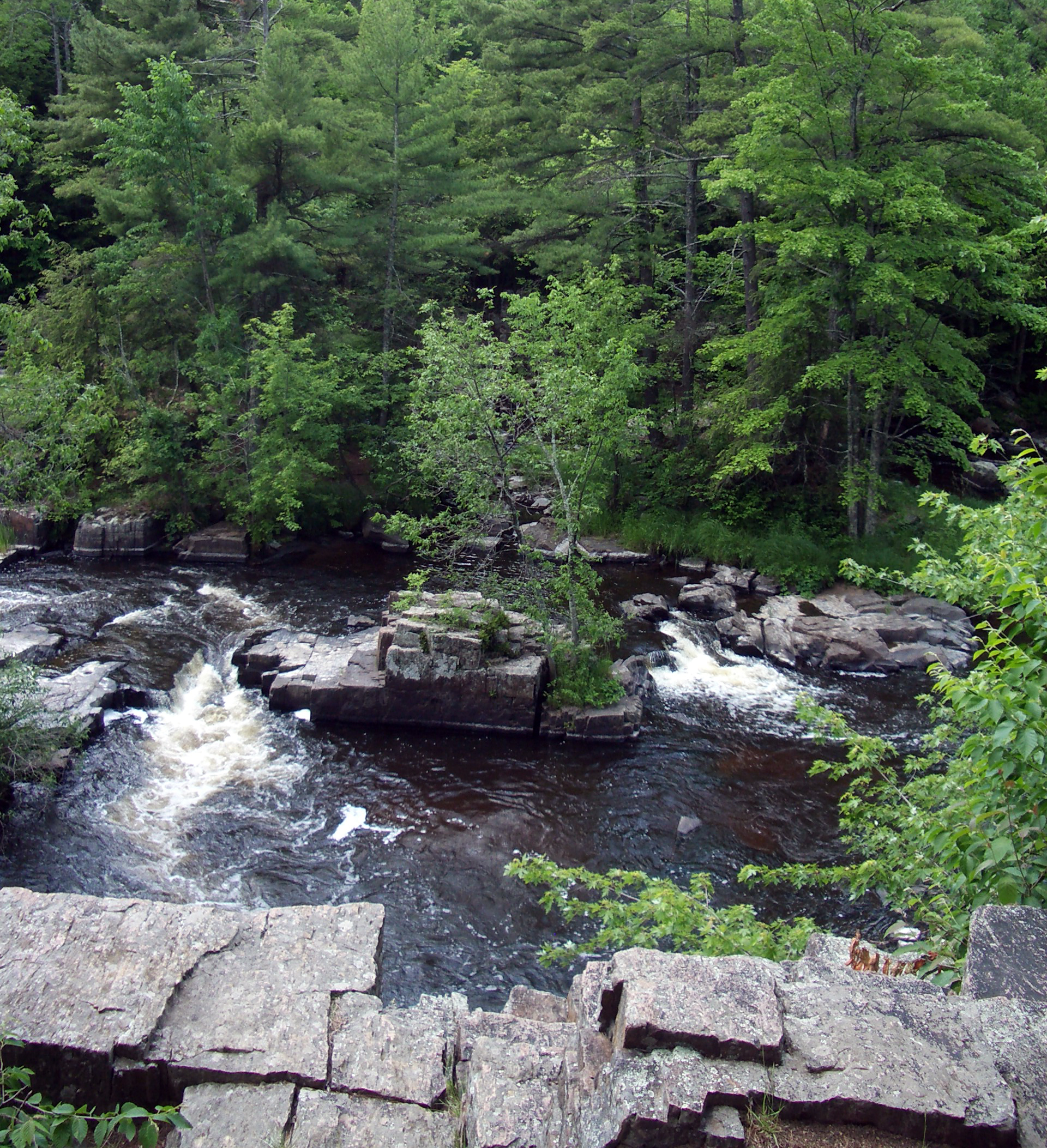
Vue du parc de comté des Dells of the Eau Claire, dans le comté de Marathon, au Wisconsin.

Un parc de comté est, aux États-Unis, une aire protégée administrée par un comté.
Étant donné l'étendue généralement réduite de ce type de subdivision, les parcs de comté présentent eux-mêmes une superficie souvent modeste, en moyenne moindre qu'un parc national ou un parc d'État, lesquels peuvent quant à eux s'étaler sur plusieurs comtés. Un exemple de parc de comté de taille néanmoins conséquente est le parc de comté Joseph D. Grant, dans le comté de Santa Clara, en Californie, qui s'étend sur environ 44 km2 de la chaîne Diablo.